# Riu de Filià
El Riu de Filià és un dels rius del terme de la Torre de Cabdella, dins de l'antic terme primigeni d'aquest municipi.
Neix al vessant nord-est de la Serra dels Tres Pessons, entre el Tossal Llarg, al nord-oest, i el Tossal de les Tres Muntanyes al sud-est, des d'on davalla cap al nord-est, pel Cap de la Ribera, i, a partir de l'Obaga de Filià, es va inclinant cap cop més gradualment cap a llevant.
A la zona alta de la vall del riu de Filià hi ha el projecte, ara per ara a mig desenvolupar i aturat per crisi de l'empresa promotora, de l'Estació d'esquí de Filià.
Durant el seu curs, rep molt barrancs de muntanya, com el barranc de Coma Tancada, i el de Coma Palomera, per l'esquerra, el de la Coma de l'Estany, per la dreta, el de la Coma de Fuses altre cop per l'esquerra, el de l'Orri, per la dreta. La meitat inferior del seu recorregut passa molt encaixat entre el Serrat d'Escobets, al sud, i el Fitero i els seus contraforts, al nord, i no rep cap afluent destacat.
Finalment, s'aboca en el riu de Riqüerna en el Pont de la Mola, al sud de Cabdella i al nord de la Central de Cabdella.